# NHL 06
NHL 06 est un jeu vidéo de hockey sur glace sorti en 2005 sur PC, Xbox, PS2 et Gamecube.
Il est la création des studios d'Electronic Arts de Vancouver et reprend toutes les données de la saison 2003-2004 (Voir lock-out de la saison 2004-2005 de la LNH) de la Ligue nationale de hockey (joueurs, équipes…). Seuls les transferts de joueurs ont été mis à jour.
Le joueur en couverture est Vincent Lecavalier, vainqueur de la Coupe Stanley avec le Lightning de Tampa Bay en 2004.

## Bande-son
| Bande son NHL 2006      | Bande son NHL 2006                                                        |
| Artiste                 | Chanson                                                                   |
| ----------------------- | ------------------------------------------------------------------------- |
| American Head Charge    | "Loyalty"                                                                 |
| Animal Alpha            | "Bundy"                                                                   |
| Avenged Sevenfold       | "Bat Country"                                                             |
| Beatsteaks              | "Atomic Love"                                                             |
| Billy Talent            | "Red Flag"                                                                |
| Bullet for My Valentine | "4 Words (To Choke Upon)"                                                 |
| Fall Out Boy            | "Our Lawyer Made Us Change the Name of This Song So We Wouldn't Get Sued" |
| Institute               | "Bullet-Proof Skin"                                                       |
| Kaiser Chiefs           | "Saturday Night"                                                          |
| Mando Diao              | "Down in the Past"                                                        |
| OK Go                   | "Do What You Want"                                                        |
| Pennywise               | "Knocked Down"                                                            |
| Rock 'N Roll Soldiers   | "Flag Song"                                                               |

## Accueil
- Jeuxvideo.com : 16/20[1]